# Transcaspia
El óblast de Transcaspia (en ruso: Закаспийская Область, Zakaspíyskaya óblast), o Transcaspio, era el nombre usado desde la segunda mitad del siglo XIX hasta 1921 para la sección del Imperio ruso (y, por unos años, de la República Socialista Federativa Soviética de Rusia) situada al este del mar Caspio, limitada por el sur por la provincia de Jorasán de Irán y Afganistán, y al norte por la antigua provincia rusa de Uralsk y al nordeste por los protectorados rusos de Jiva y Bujará. Con un área de 550 489 km², la región forma parte del Turquestán ruso; la región transcáspica corresponde aproximadamente con el territorio del Turkmenistán actual. 
El nombre de la región (literalmente, «más allá del Caspio») se explica por el hecho de que hasta la construcción del ferrocarril Trans-Aral, a principios del siglo XX, la vía más fácil de llegar a esta región de Rusia central (o de la Transcaucasia rusa) era cruzar el mar Caspio en barco, desde Astracán o Bakú.

## Historia
Transcaspia fue conquistada por el Imperio ruso entre 1879 y 1885, en una serie de campañas llevadas a cabo por los generales Lomakin, Skóbelev y Ánnenkov. La construcción del ferrocarril Trans-Caspio empezó desde las costas del mar Caspio en 1879 con la intención de asegurar el control ruso sobre la región y suministrar una vía militar rápida a la frontera afgana. En 1885, estalló una crisis por la anexión rusa del oasis de Panjdeh, al sur de Merv, que condujo prácticamente a la guerra con Gran Bretaña, ya que se temió que los rusos estuvieran planeando marchar contra Herat en Afganistán.
Hasta 1898, Transcaspia fue parte de la gubérniya del Cáucaso, administrada desde Tiflis, pero en ese año se convertiría en un óblast (provincia) del Turquestán ruso gobernado desde Tashkent. El gobernador militar más conocido de la región, que la administraba desde Ashjabad, probablemente haya sido el general Alekséi Kuropatkin, cuyos métodos autoritarios y estilo personal de gobierno hizo que, a sus sucesores, les fuera muy difícil controlar la provincia. Consecuentemente la administración de Transcaspia se convertiría en un arquetipo de corrupción y brutalidad en el Turquestán ruso, ya que los administradores rusos hicieron de sus distritos pequeños señoríos, extorsionando y obteniendo dinero de la población local. Estos abusos se dieron a conocer en profundidad por el informe Pahlen de 1908-1910. Durante el período revolucionario de 1917-1919, partes de Transcaspia fueron ocupadas por tropas Indias Británicas de Meshed. La región fue uno de los últimos centros de resistencia Basmachi contra el gobierno bolchevique, con los últimos turkmenos rebeldes cruzando la frontera de Afganistán e Irán en 1922-1923.